# Rubídium-hidrid
A rubídium-hidrid rubídiumból és hidrogénből álló kémiai vegyület, képlete RbH. Előállítása fém rubídium és hidrogéngáz reakciójával történik. Mint alkálifém-hidrid már gyenge oxidálószerekkel is reakcióba lép. Redoxireakcióba lép klórral és fluorral, melynek során nagy mennyiségű hő fejlődik. Hevesen reagál a vízzel és a levegővel, ezért tárolásánál vigyázni kell, hogy ezekkel ne érintkezzen.

## Előállítása
Előállítható rubídium és hidrogén reakciójával:
{\displaystyle \mathrm {2\ Rb+H_{2}\longrightarrow 2\ RbH} }
vagy rubídium-karbonát és magnézium hidrogén áramban való hevítésével is:
{\displaystyle \mathrm {Rb_{2}CO_{3}+Mg+H_{2}\ {\xrightarrow {\ \Delta \ }}\ 2\ RbH+MgO+CO_{2}\uparrow } }

## Tulajdonságai
Kristályai köbösek, elemi cellája négy ionpárt tartalmaz.
Vákuumban hevítve elemeire bomlik. Rendkívül reaktív vegyület. Vízzel reagálva rubídium-hidroxid és hidrogén keletkezik belőle:
{\displaystyle \mathrm {RbH+H_{2}O\longrightarrow RbOH+H_{2}\uparrow } }
Hidrogén-kloriddal reakcióba lépve rubídium-klorid és hidrogén jön létre:
{\displaystyle \mathrm {RbH+HCl\longrightarrow RbCl+H_{2}\uparrow } }
Szén-dioxiddal reagálva rubídium-formiátot képez:
{\displaystyle \mathrm {RbH+CO_{2}\longrightarrow HCOORb} }
Kis nyomáson kén-dioxiddal reagálva rubídium-ditionittá alakul:
{\displaystyle \mathrm {2\ RbH+2\ SO_{2}\longrightarrow Rb_{2}S_{2}O_{4}+H_{2}\uparrow } }
Elemi fluorral reagálva hidrogén-fluorid és rubídium-fluorid keletkezik belőle. Elemi klór a fluorhoz hasonlóan meggyújtja, azonban a fluorral ellentétben a reakció nem teljes, zöld színű, annak végén különböző sókból álló, zöld színű keverék marad vissza. Brómmal és jóddal az RbH kevésbé hevesen reagál.
{\displaystyle \mathrm {RbH+F_{2}\longrightarrow RbF+HF\uparrow } }
Folyékony ammóniával reagálva hidrogénfejlődés mellett rubídium-amid jön létre. A reakció szobahőmérsékleten gáz halmazállapotú ammóniával csak nagyon lassan megy végbe.
{\displaystyle \mathrm {RbH+NH_{3}\longrightarrow RbNH_{2}+H_{2}\uparrow } }
Hevítés hatására az ólom(II)-oxidot ólommá, a réz(II)-oxidot rézzé redukálja, a reakciókban rubídium-hidroxid és víz is keletkezik.
{\displaystyle \mathrm {2\ RbH+PbO\longrightarrow RbOH+Pb+H_{2}O} }

## Fordítás
Ez a szócikk részben vagy egészben  a   Rubidium hydride című angol Wikipédia-szócikk ezen változatának fordításán alapul.  Az eredeti cikk szerkesztőit annak laptörténete sorolja fel. Ez a jelzés csupán a megfogalmazás eredetét és a szerzői jogokat jelzi, nem szolgál a cikkben szereplő információk forrásmegjelöléseként.
Ez a szócikk részben vagy egészben  a   Rubidiumhydrid című német Wikipédia-szócikk ezen változatának fordításán alapul.  Az eredeti cikk szerkesztőit annak laptörténete sorolja fel. Ez a jelzés csupán a megfogalmazás eredetét és a szerzői jogokat jelzi, nem szolgál a cikkben szereplő információk forrásmegjelöléseként.